# Montjoie-Saint-Martin
Montjoie-Saint-Martin és un municipi francès situat al departament de la Manche i a la regió de Normandia. L'any 2007 tenia 272 habitants.

## Demografia

### Població
El 2007 la població de fet de Montjoie-Saint-Martin era de 272 persones. Hi havia 96 famílies de les quals 20 eren unipersonals (20 dones vivint soles i 20 dones vivint soles), 16 parelles sense fills, 52 parelles amb fills i 8 famílies monoparentals amb fills.
La població ha evolucionat segons el següent gràfic:
Habitants censats

### Habitatges
El 2007 hi havia 135 habitatges, 101 eren l'habitatge principal de la família, 24 eren segones residències i 10 estaven desocupats. 134 eren cases i 1 era un apartament. Dels 101 habitatges principals, 71 estaven ocupats pels seus propietaris, 27 estaven llogats i ocupats pels llogaters i 2 estaven cedits a títol gratuït; 7 tenien dues cambres, 19 en tenien tres, 26 en tenien quatre i 48 en tenien cinc o més. 91 habitatges disposaven pel capbaix d'una plaça de pàrquing. A 31 habitatges hi havia un automòbil i a 62 n'hi havia dos o més.

### Piràmide de població
La piràmide de població per edats i sexe el 2009 era:
| Homes | Edats   | Dones |
| ----- | ------- | ----- |
| 0     | 95 o +  | 0     |
| 0     | 90 a 94 | 0     |
| 0     | 85 a 89 | 4     |
| 4     | 80 a 84 | 4     |
| 0     | 75 a 79 | 4     |
| 8     | 70 a 74 | 0     |
| 0     | 65 a 69 | 16    |
| 8     | 60 a 64 | 4     |
| 12    | 55 a 59 | 4     |
| 4     | 50 a 54 | 12    |
| 8     | 45 a 49 | 8     |
| 12    | 40 a 44 | 8     |
| 12    | 35 a 39 | 8     |
| 8     | 30 a 34 | 8     |
| 12    | 25 a 29 | 20    |
| 0     | 20 a 24 | 4     |
| 8     | 15 a 19 | 16    |
| 0     | 10 a 14 | 12    |
| 12    | 5 a 9   | 12    |
| 8     | 0 a 4   | 8     |

## Economia
El 2007 la població en edat de treballar era de 173 persones, 123 eren actives i 50 eren inactives. De les 123 persones actives 118 estaven ocupades (64 homes i 54 dones) i 5 estaven aturades (3 homes i 2 dones). De les 50 persones inactives 23 estaven jubilades, 20 estaven estudiant i 7 estaven classificades com a «altres inactius».

### Ingressos
El 2009 a Montjoie-Saint-Martin hi havia 102 unitats fiscals que integraven 263 persones, la mediana anual d'ingressos fiscals per persona era de 18.721 €.

### Activitats econòmiques
Dels 6 establiments que hi havia el 2007, 1 era d'una empresa de fabricació d'altres productes industrials, 2 d'empreses de comerç i reparació d'automòbils, 2 d'empreses d'hostatgeria i restauració i 1 d'una empresa de serveis.
L'any 2000 a Montjoie-Saint-Martin hi havia 19 explotacions agrícoles que ocupaven un total de 584 hectàrees.

## Poblacions més properes
El següent diagrama mostra les poblacions més properes.